# NGC 7147
NGC 7147 ist eine linsenförmige Galaxie vom Hubble-Typ SB0/a im Sternbild Pegasus am Nordsternhimmel. Sie ist schätzungsweise 419 Millionen Lichtjahre von der Milchstraße entfernt und hat einen Durchmesser von etwa 120.000 Lichtjahren.
Im selben Himmelsareal befinden sich u. a. die Galaxien NGC 7146, NGC 7149, NGC 7156 und IC 1407.
Das Objekt wurde am 11. August 1863 von Albert Marth entdeckt.